# 献州
献州，中国古代的州。
金朝天德三年（1151年）改寿州置，治所在今河北省献县。领两县：献县、交河县，十镇。辖境相当今河北省泊头市、献县及阜城县北部、沧县西部等地。元朝至元二年（1265年）废州，仍为乐寿县。寻复置。明朝初年，省县入州。洪武八年（1375年）又降州为献县。